# Pierre Ollivier
Pierre Ollivier (Bélgica, 1890-desconocida) fue un deportista belga especialista en lucha libre olímpica donde llegó a ser subcampeón olímpico en París 1924.

## Carrera deportiva
En los Juegos Olímpicos de 1924 celebrados en París ganó la medalla de plata en lucha libre olímpica estilo peso medio, tras el suizo Fritz Hagmann (oro) y por delante del finlandés Vilho Pekkala (bronce).